# Giorgio Di Vicino
Giorgio Di Vicino (Napoli, 16 luglio 1980) è un ex calciatore italiano, di ruolo centrocampista, vice allenatore della formazione Primavera del Napoli.

## Caratteristiche tecniche
Centrocampista mancino di attitudini offensive, è stato impiegato in gioventù come esterno di centrocampo o d'attacco, mentre nel prosieguo di carriera ha trovato spazio anche come mezzapunta. Era abile nei calci piazzati.

## Carriera
Nato nel quartiere napoletano di Pianura, fa tutta la trafila delle giovanili nelle file del Napoli, che lo presta per una stagione alla SPAL. Rientrato nel capoluogo partenopeo, viene incluso da Zdeněk Zeman nella rosa per il campionato 2000-2001, mettendosi in luce nel precampionato per un gol in un'amichevole estiva contro il Real Madrid ad Alicante. Nella prima parte di campionato scende in campo in 6 occasioni; tuttavia, dopo l'esonero del tecnico boemo e l'arrivo di Emiliano Mondonico, lo spazio si riduce e in gennaio si trasferisce in prestito al Crotone, in Serie B.
Nel 2001 passa alla Salernitana, allenata da Zeman, con cui trova continuità di impiego nel campionato di Serie B. Dopo una stagione in prestito al Lecce, con cui conquista la promozione in Serie A, torna in Campania disputando la propria miglior stagione con 8 reti realizzate in 40 partite, sotto la guida di Stefano Pioli.
Al termine della stagione viene acquistato dalla Ternana. In Umbria non riesce a ripetere le prestazioni offerte con la Salernitana, e in gennaio viene ceduto in prestito al Piacenza, dove è scarsamente impiegato, ma segna un gol decisivo contro il Genoa al Garilli, impedendo ai rossoblu la matematica promozione in Serie A. Rientrato a Terni, viene ceduto nuovamente in prestito tornando alla Salernitana, in Serie C1 (dove ritrova il posto da titolare e mette a segno 6 reti), e al Bari, di nuovo in Serie B.
Inizia la stagione 2007-2008 alla Ternana, nel frattempo retrocessa in Serie C1, per passare a gennaio allo Spezia, in Serie B: con la formazione ligure non evita la retrocessione nella terza serie. Il 1º settembre 2008 il centrocampista partenopeo approda nella compagine del Pescara, in Lega Pro Prima Divisione; dopo una sola stagione si svincola e l'11 dicembre 2009 accetta di scendere di categoria (in Lega Pro Seconda Divisione) vestendo la maglia della Cisco Roma, club con il quale ottiene la promozione in Prima Divisione vincendo i play off, contro Brindisi e Catanzaro.
Dopo essere rimasto svincolato, il 14 settembre 2010 si accorda con la Sambenedettese, militante in Serie D. Il 9 agosto 2012 si svincola dalla Sambenedettese dopo 2 anni in maglia rossoblu.
Il 22 novembre 2012 viene ingaggiato dal Campobasso, che milita nel girone B di Lega Pro Seconda Divisione, con cui ottiene la salvezza. Dopo l'esclusione dei molisani dal campionato, nell'agosto 2013 firma per l'Aversa Normanna.
Svincolato dopo questa esperienza, l'11 febbraio 2015 viene ingaggiato dagli estoni del Kalev Sillamäe, ma a causa di problemi di adattamento rescinderà il contratto dopo poche settimane. Nel gennaio 2016 torna in Italia, ingaggiato dall'Ischia Isolaverde nel campionato di Lega Pro, e nella stagione successiva passa al Melfi. Mai impiegato dalla formazione lucana, rescinde il contratto nell'ottobre successivo.

## Statistiche

### Presenze e reti nei club
| Stagione              | Squadra               | Campionato            | Campionato | Campionato | Coppe nazionali | Coppe nazionali | Coppe nazionali | Coppe continentali | Coppe continentali | Coppe continentali | Altre coppe | Altre coppe | Altre coppe | Totale | Totale |
| Stagione              | Squadra               | Comp                  | Pres       | Reti       | Comp            | Pres            | Reti            | Comp               | Pres               | Reti               | Comp        | Pres        | Reti        | Pres   | Reti   |
| --------------------- | --------------------- | --------------------- | ---------- | ---------- | --------------- | --------------- | --------------- | ------------------ | ------------------ | ------------------ | ----------- | ----------- | ----------- | ------ | ------ |
| 1999-2000             | SPAL                  | C1                    | 29         | 3          | CI              | 0               | 0               |                    | -                  | -                  |             | -           | -           | 29     | 3      |
| 2000-2001             | Napoli                | A                     | 6          | 0          | CI              | 0               | 0               |                    | -                  | -                  |             | -           | -           | 6      | 0      |
| 2000                  | Crotone               | B                     | 11         | 1          | CI              | 0               | 0               | -                  | -                  | -                  |             | -           | -           | 11     | 1      |
| 2001-2002             | Salernitana           | B                     | 28         | 3          | CI              | 0               | 0               | -                  | -                  | -                  |             | -           | -           | 28     | 3      |
| 2002-2003             | Lecce                 | B                     | 21         | 1          | CI              | 0               | 0               |                    | -                  | -                  |             | -           | -           | 21     | 1      |
| 2003-2004             | Salernitana           | B                     | 40         | 8          | CI              | 0               | 0               |                    | -                  | -                  |             | -           | -           | 40     | 8      |
| 2004-2005             | Ternana               | B                     | 12         | 1          | CI              | 0               | 0               |                    | -                  | -                  |             | -           | -           | 12     | 1      |
| 2005                  | Piacenza              | B                     | 9          | 1          | CI              | 0               | 0               |                    | -                  | -                  |             | -           | -           | 9      | 1      |
| 2005-2006             | Salernitana           | C1                    | 29+2       | 6          | CI              | -               | -               |                    | -                  | -                  |             | -           | -           | 31     | 6      |
| Totale Salernitana    | Totale Salernitana    | Totale Salernitana    | 97+2       | 17         |                 | -               | -               |                    |                    |                    |             |             |             | 99     | 17     |
| 2006-2007             | Bari                  | B                     | 15         | 1          | CI              | -               | -               |                    | -                  | -                  |             | -           | -           | 15     | 1      |
| 2007-2008             | Ternana               | C1                    | 12         | 0          | CI              | 0               | 0               |                    | -                  | -                  |             | -           | -           | 12     | 0      |
| Totale Ternana        | Totale Ternana        | Totale Ternana        | 24         | 1          |                 | -               | -               |                    | -                  | -                  |             | -           | -           | 24     | 1      |
| 2007-2008             | Spezia                | B                     | 13         | 1          | CI              | -               | -               |                    | -                  | -                  |             | -           | -           | 13     | 1      |
| 2008-2009             | Pescara               | 1D                    | 15         | 1          | CI              | -               | -               |                    | -                  | -                  |             | -           | -           | 15     | 1      |
| 2009-2010             | Cisco Roma            | 2D                    | 11         | 0          | -               | -               | -               |                    | -                  | -                  |             | -           | -           | 11     | 0      |
| 2010-2011             | Sambenedettese        | D                     | 20         | 7          | -               | -               | -               |                    | -                  | -                  |             | -           | -           | 20     | 7      |
| 2011-2012             | Sambenedettese        | D                     | 28         | 9          | -               | -               | -               |                    | -                  | -                  |             | -           | -           | 28     | 9      |
| Totale Sambenedettese | Totale Sambenedettese | Totale Sambenedettese | 48         | 16         |                 | -               | -               |                    |                    |                    |             |             |             | 48     | 16     |
| 2012-2013             | Campobasso            | 2D                    | 19         | 4          | -               | -               | -               |                    | -                  | -                  |             | -           | -           | 19     | 4      |
| 2013-2014             | Aversa Normanna       | 2D                    | 26+2       | 5          | -               | -               | -               |                    | -                  | -                  |             | -           | -           | 28     | 5      |
| 2015                  | JK Sillamäe Kalev     | M                     | 0          | 0          | -               | -               | -               |                    | -                  | -                  |             | -           | -           | 0      | 0      |
| 2015-2016             | Ischia Isolaverde     | LP                    | 14+1       | 2          | -               | -               | -               |                    | -                  | -                  |             | -           | -           | 15     | 2      |
| 2016-2017             | Melfi                 | LP                    | 0          | 0          | -               | -               | -               |                    | -                  | -                  |             | -           | -           | 0      | 0      |
| Totale carriera       | Totale carriera       | Totale carriera       | 359+5      | 54         |                 |                 |                 |                    |                    |                    |             |             |             | 364    | 54     |